# شبه‌جرم
شبه جرم (انگلیسی: Tort) در حوزه‌های قضایی کامن لا یک خطای مدنی است، که شخص در اثر بی‌احتیاطی یا بی‌مبالاتی مرتکب آن شده‌است. جدایی جرم و شبه جرم از نظر حقوقی ثمری ندارد، زیرا در هر دو صورت مرتکب ملزم به جبران تمام خسارت است. تعرض به حریم خصوصی اشخاص شبه جرم بوده و مرتکب آن، دارای مسئولیت مدنی می‌باشد.

## دسته بندی
- تقصیر
- تهمت
- آسیب